# Sakineh Mohammadi Ashtiani
Sakineh Mohammadi Ashtiani (en persa: سکینه محمدی آشتیانی,) és una dona iraniana condemnada a mort per lapidació acusada dels càrrecs d'adulteri i assassinat del cònjuge. Inicialment va ser condemnada a noranta-nou fuetades, pena que es va complir, però fou jutjada de nou i condemnada a morir lapidada, tal com marca la legislació islàmica (xaria) pels casos de dones adúlteres. El seu judici es donà a conèixer per l'acció d'organitzacions de defensa dels drets humans, com Amnistia Internacional. El fiscal general iranià, Gholam Hossein Mohseni Ejei, va resoldre el recurs presentat donant prioritat a la sentència de mort a través de la execució a la forca que a la lapidació, afirmant que l'aplicació de la sentència per assassinat seria anterior a la d'adulteri.